# Cologno al Serio
Cologno al Serio är en ort och kommun i provinsen Bergamo i regionen Lombardiet i Italien. Kommunen hade 11 184 invånare (2018).